# Alpha Tauri (бренд)
Альфа Таури (англ. Alpha Tauri) — модный бренд одежды, который был основан в 2016 году для расширения присутствия бренда Red Bull в индустрии моды. Название заимствовано от Альдебарана/Альфа Тельца (звучащего на латинице как Alpha Tauri), ярчайшей звезды, красного гиганта, в созвездии Тельца и одной из ярчайших звёзд на ночном небе. Название бренда Alpha Tauri (Альфа Телец) также отдаёт дань уважения компании-основателю, Red Bull (Красный Бык). Штаб-квартира находится в городе Зальцбург, Австрия.

## Новомодные веяния
С момента запуска, бренд участвовал на различных международных выставках моды, например, на FashionTech а также на проводимой дважды в год Берлинская неделя моды, где бренд продемонстрировал свое использование технологии 3D в разработке одежды, с помощью 3D Knit lab от японской компании Shima Seiki.

### Инновации и уникальные технологии
Alpha Tauri разрабатывает и запатентовала собственные текстильные технологии, такие как Taurex, разработанные в сотрудничестве со швейцарской компанией Schoeller Textil AG специализирующаяся на развитии и производстве инновационных тканей и текстильных технологий.

## Коллекция
Бренд AlphaTauri постоянно выпускает коллекцию одежды и аксессуаров для поклонников бренда, которая включает в себя парки, пальто, рубашки, свитера, футболки, кепки и сумки. В 2018 году у бренда было два фирменных магазина: один в Граце и один в Зальцбурге.

## Автоспорт

### Формула-1
На базе команды Scuderia Toro Rosso, выступавшей в чемпионате «Формула-1» в 2006—2019 годах и принадлежавшей Red Bull GmbH, c сезона 2020 года была создана Scuderia AlphaTauri, которая базируется в Италии.